# Terremoto de Chuetsū de 2004
El terremoto de Chuetsu de 2004 (中越地震 Chuetsu jishin, denominado oficialmente por la Agencia Meteorológica de Japón) fue un sismo ocurrido a las 17:56 (UTC+9) del sábado 23 de octubre de 2004, que alcanzó una magnitud de 6,6 MW. 

## Terremoto
El sismo se produjo a las 17:56 (UTC+9). Según la Agencia Meteorológica de Japón, el terremoto alcanzó el grado máximo de 7 en la escala japonesa de Shindo en la Prefectura de Niigata. Según la Agencia el epicentro se localizó a 37°18′N 138°48′E / 37.3, 138.8. El hipocentro se localizó a una profundidad de 13 km.

### Réplicas
Una réplica ocurrió a eso de las 18:12 (UTC+9) con una magnitud de 5,4 MW y el grado máximo de Shindo 6-. Otra ocurrió a las 18:34, con el grado Shindo 6+. Más tarde, a las 19:46, una réplica Shindo 6- sucedió en la prefectura de Niigata. 
Durante las siguientes 72 horas, se produjeron al menos 15 réplicas iguales o superiores al grado Shindo 5-.

## Daños

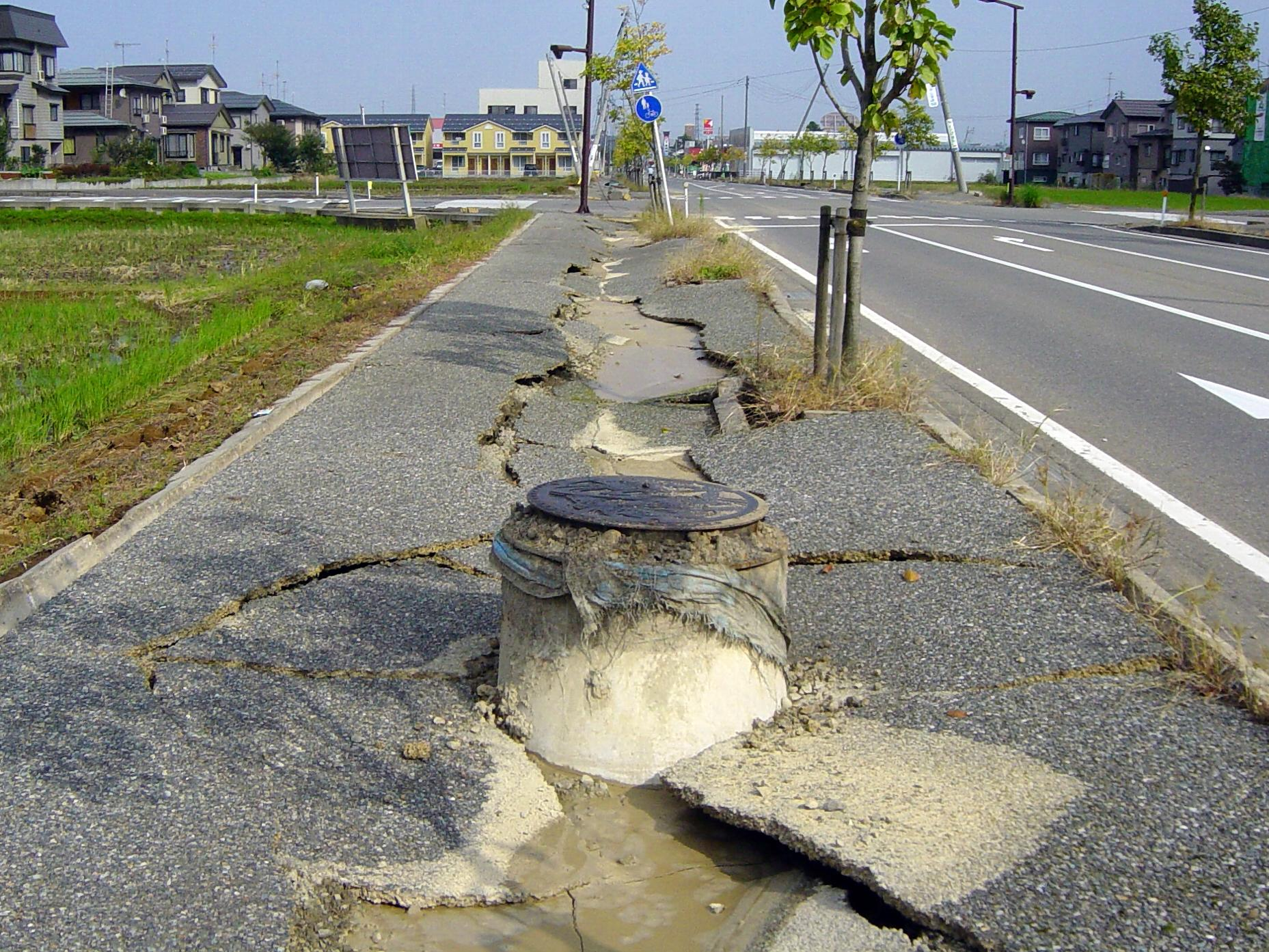
Efectos del terremoto en las calles de Ojiya.

Unas 4.800 personas resultaron heridas durante el terremoto en Niigata-ken. La mayor causa fue el colapso de viviendas. La víctima número 68 fue confirmada el día 3 de noviembre de 2004, cuando aún se sentían algunas réplicas.
El servicio del tren bala, también conocido como Shinkansen, resultó seriamente afectado. Hubo descarrilamientos, calles completamente destrozadas, licuefacción de suelo, puentes colapsados y edificios destruidos.
Los aludes bloquearon las carreteras dejando a varios pueblos aislados, en el peor terremoto vivido en Japón desde 1995.

## Otros terremotos en la zona
Niigata-ken sufrió el 16 de junio de 1964 un terremoto de 7,6 MW y que dejó unos 58 fallecidos. Hubo un tsunami destructivo.
Cuarenta y un años después, el 16 de julio de 2007 un sismo de 6,8 MW, causó graves daños a la planta nuclear más grande del mundo, además de dejar cientos de casas destruidas y numerosas víctimas.